# Museum der Hauptstadt Prag

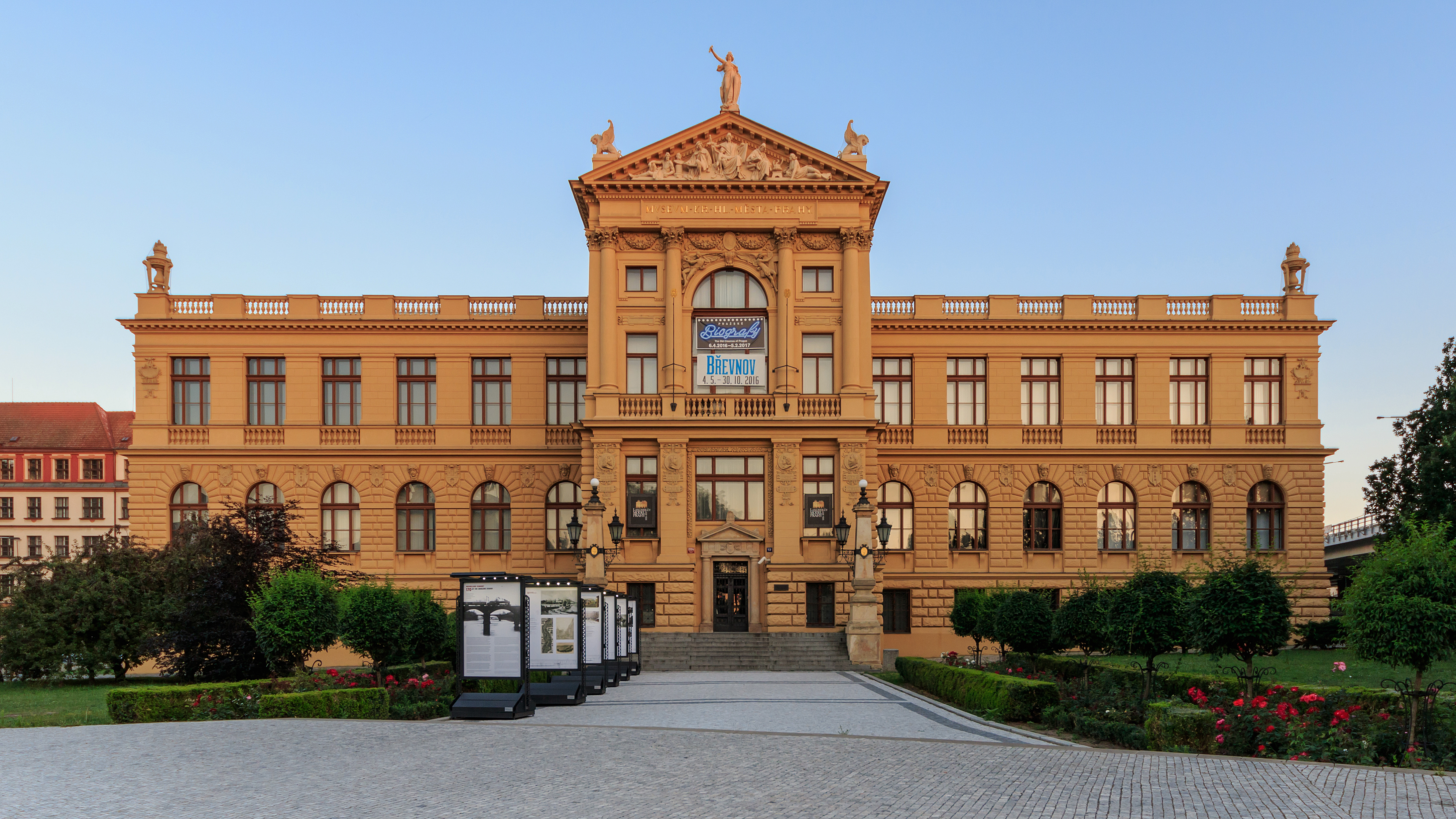
Hauptgebäude des Museums der Hauptstadt Prag in Florenc

Das Prag Museum (Muzeum Prahy), offiziell das Museum der Hauptstadt Prag (Muzeum hlavního města Prahy), ist ein regionales Museum. Der Schwerpunkt seiner Tätigkeit liegt in der Sammlung, Verwaltung und Präsentation von Sammlungen, die die Vergangenheit Prags dokumentieren, in der Erforschung der Geschichte der Hauptstadt der Tschechischen Republik und ihrer Ausstellung für die Öffentlichkeit. Das Hauptgebäude des Museums befindet sich auf dem Prager Gebiet genannt Florenz (Prag 8, Neustadt, Na Poříčí 1554/52).

## Geschichte
Das Museum der königlichen Hauptstadt Prag wurde im Jahre 1881 gegründet, als der Stadtrat am 3. Oktober die „Regeln des Ständigen Ausschusses des Prager Stadtmuseums“ genehmigte. Hauptaufgabe des Ausschusses bestand darin, die Funktionsweise einer neuen Museumsinstitution zu regeln, eine systematische Sammlungstätigkeit des Museums zu beginnen und eine würdige Stätte für die Sammlungen und ihre Ausstellungen zu finden. 
Zur Gründung der Institution führten vor allem die Bemühungen, den Verkauf und Export von Denkmälern nach Ausland zu vermeiden. Das Ziel war, Denkmäler zu sammeln, die mit der Geschichte von Prag und mit der früheren Lebensweise seiner Bürger zusammenhängen, und diese der Öffentlichkeit zugänglich zu machen. 
Die erste Sitzung des Ausschusses fand am 23. November 1881 im Bürgermeistersaal des Altstädter Rathauses statt. Zu ihren Mitgliedern zählten bedeutende Vertreter des kulturellen und politischen Lebens der damaligen Zeit. Der Prager Stadtrat JUDr. R. Nittinger wurde zum Vorsitzenden. Zu den Mitgliedern gehörten: Jurist und Antiquitätensammler JUDr. E. Š. Berger, Architekt und Gemeinderat J. S. Doubek, Unternehmer und Gründer des Industriemuseums V. Náprstek, Bildhauer B. Schnirch, Sammler und Kunstliebhaber JUDr. H. Toman, Ästhetiker, Kunsthistoriker und Mitbegründer des Prager Turnvereins Sokol PhDr. M. Tyrš, Maler und Architekt B. Wachsmann, Maler F. Ženíšek, Architekt A. Baum, der bald durch den Architekten A. Wiehl ersetzt wurde.
Im Jahr 1882 übergab der Prager Magistrat dem Museumsausschuss den Kaffeehaus, der im Jahre 1876 anstelle der ursprünglichen Prager Mauern, genauer gesagt anstelle der Bastion des hl. Christoph, gebaut wurde. In der ersten Hälfte des Jahres 1883 installierte dort der Ausschuss zusammen mit dem neu ernannten Museumsverwalter die ersten Ausstellungen, die am 12. Mai der Öffentlichkeit zugänglich gemacht wurden. Das älteste Museumsgebäude musste 1974 dem Bau der Stadtautobahn, sog. Magistrale, weichen.
Der Kustos Břetislav Jelínek (1843–1926), Amateurarchäologe und Antiquitätensammler, wurde später Direktor des Museums und verblieb in dieser Funktion bis 1913. Seine Funktion übernahm der Kunsthistoriker F. X. Harlas, nach dem der Verfasser von berühmten dicken Büchlein über Prag Antonín Novotný folgte. Während des Ersten Weltkriegs wurde das Museum kurzzeitig von V. V. Štech geleitet. Große Verdienste um das Museum und seine Sammlungen bis 1939 haben sich nicht nur die oben Genannten Mitglieder des Ausschusses erworben, sondern auch seine weiteren Mitglieder – Historiker, Kunsthistoriker, Archäologen, Architekten oder Liebhaber der Kultur aus Reihen von Juristen und Politikern: Priester und Historiograf František Ekrt, Architekt Josef Fanta, Rechtsanwalt, Schriftsteller und Journalist Josef Václav Frič, Archäologe und Kunsthistoriker Karel Guth, Politiker und Sammler Karel Chudoba, Architekt Josef Koula, Historiker Jan Kapras, Kunsthistoriker Vincenc Kramář, Architekt und Designer Rudolf Kříženecký, Kunsthistoriker Antonín Matějček, Bildhauer Josef Mauder, Industrieller, Sammler und Mäzen Josef Václav Novák, Historiker, Professor Václav Novotný, Priester, Theologe und Sammler Antonín Podlaha, Archäologe Albín Stocký, Priester und Historiker Eduard Šittler, Kunsthistorikerin Renáta Tyršová, Historiker Karel Urbánek, Prager Archivar, Professor Václav Vojtíšek, Historiograf und Schriftsteller Zikmund Winter, Kunsthistoriker und Denkmalpfleger Zdeněk Wirth, Vorsitzender des Klubs für das alte Prag Karel Židlický.

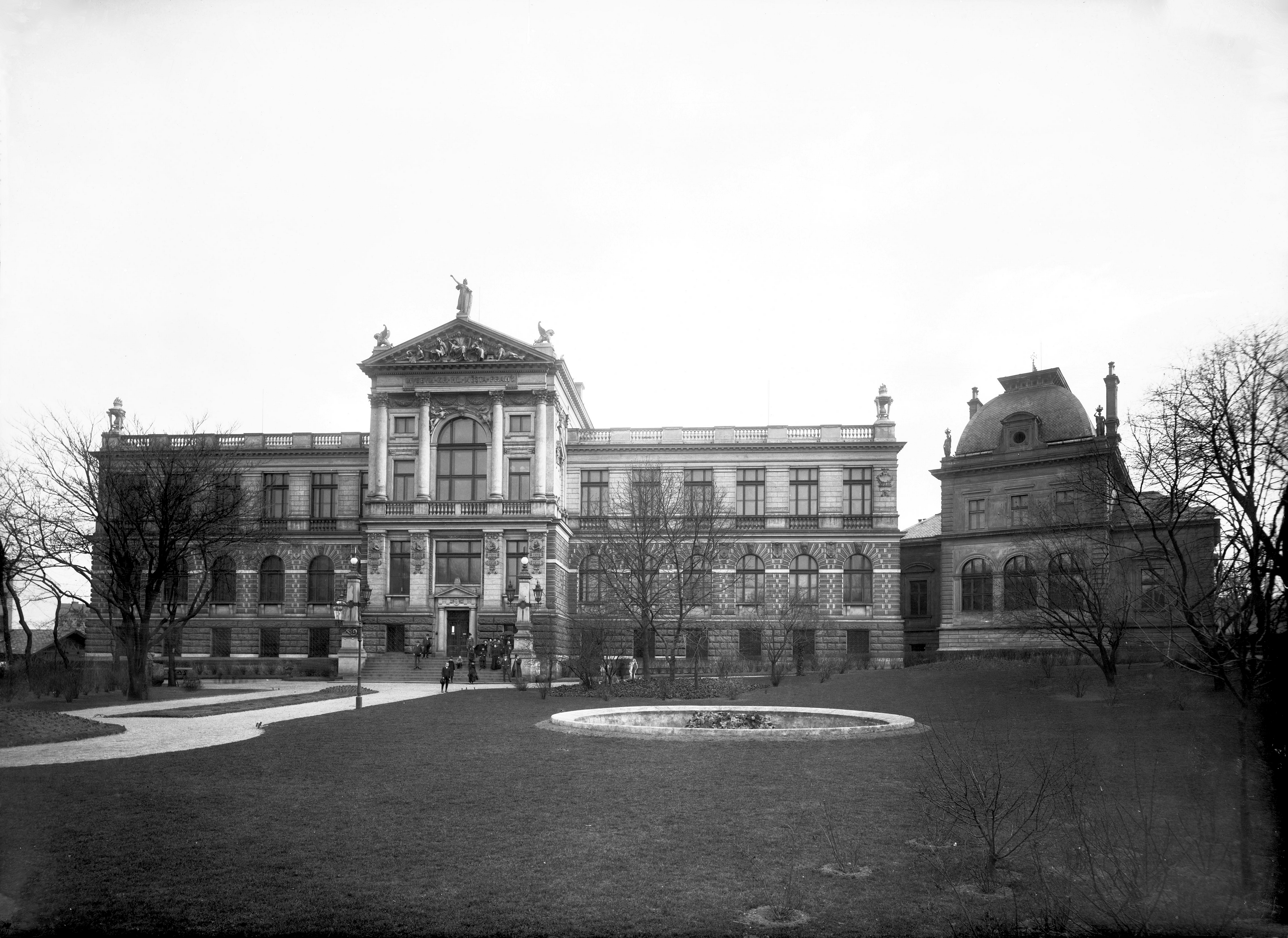
Der Pavillon rechts neben dem Neubau (1902)

## Hauptgebäude
Das Kaffeehaus war von Anfang an zu klein für die Sammlungen des Museums und nicht repräsentativ genug, so dass nach langer Überlegung über den Bau eines neuen Gebäudes entschieden wurde. Die ursprünglichen Entwürfe wurden von den Architekten Antonín Wiehl und Jan Koula eingereicht und schließlich wurde das Projekt von Antonín Balšánek entworfen. Das Gebäude im Stil der Neurenaissance wurde zwischen den Jahren 1896 und 1898 erbaut und am 27. September 1900 feierlich eröffnet. Es handelt sich um ein zweistöckiges Gebäude, das aus zwei symmetrischen Seitenflügeln mit einem Risalit in der Mitte besteht, der mit einem Tympanon gekrönt ist. Darin ist das Relief Geschichte mit Kunst, Wissenschaft und Handwerken bilden den Ruhm unserer Vergangenheit von Ladislav Šaloun zu sehen, auf dessen Spitze sich die Skulptur Allegorie von Prag desselben Autors befindet. Die hintere Fassade ist durch einen halbrunden Risalit gegliedert. Die Fassaden sind ferner von F. Stránský, V. Štaff und F. Hergesell geschmückt. 
In der Mitte des Interieurs gibt es ein Foyer mit einem Treppenhaus und in den Flügeln befinden sich die Ausstellungsräume. Das Innere wurde von K. Klusáček, K. Liebscher, V. Jansa, V. Amort, L. Wurzel und A. Procházka dekoriert. Das Hauptgebäude schmückt eine Reihe von Exponaten aus Prager Häusern, die während der Sanierung der Stadt am Ende des 19. Jahrhunderts abgerissen wurden. Bemalte Decken aus den Renaissancehäusern („Zu den Kaiserlichen“ auf dem Wenzelsplatz oder aus dem Haus aus dem Eiermarkt) sind auffallend und auch die Kassettendecke aus dem Kloster der Paulaner in der Altstadt erweckt Interesse. Einigen Räume sind mit markanten steinernen Exponaten aus dem historischen Prag geziert: Grabsteine, Portale sowie Teile des gotischen Pulverturms oder ein Gewölbe, dessen Ursprung in einem Haus auf dem Altstädter Ring zu finden ist. Über dem Treppenhaus erstreckt sich das Rundgemälde von Antonio Sacchetti Blick auf Prag aus dem Kleinseitner Brückenturm. Seit 1970 ist hier das einzigartige Langweil-Modell von Prag aus der ersten Hälfte des 19. Jahrhunderts ausgestellt. Das detaillierte Papiermodell mit einer Fläche von etwa 20 m² und mehr als 2.000 Objekten bewahrt den Zustand des historischen Stadtzentrums in den Jahren 1826–1837.

## Weitere Ausstellungsobjekte
Neben den Dauerausstellungen bietet das Museum ihren Besuchern auch Kurzzeitausstellungen an. Zum Stadtmuseum in Prag gehören auch das Podskalí-Zollhaus am Výtoň, das Haus Zum Goldenen Ring (Týnská 6), die Müller-Villa (Nad Hradním vodojemem 14), die Villa Rothmayer (U Páté baterie 50), das Schlossareal Ctěnice und das Dokumentations- und Studienzentrum Norbertov.
Das Gebäude steht unter Kulturdenkmalschutz.